# FC Germania Friedrichstal
Der FC Germania Friedrichstal ist der einzige Fußballverein in Friedrichstal, einem Stadtteil von Stutensee, nördlich von Karlsruhe. In dem 1913 gegründeten Verein wird neben Fußball seit 1972 auch Tennis gespielt. Den Fußballern gelang 1972 der Sprung in die oberste Amateurklasse, in der sie sich aber nicht halten konnten. Seither spielt Germania Friedrichstal, aus dessen Jugend mit Jens Nowotny in den 1990er Jahren ein späterer Nationalspieler hervorging, in den höheren regionalen Spielklassen.

## Geschichte
Der am 23. November 1913 im Gasthaus „Zum Hirsch“ gegründete Verein trat in den ersten Jahrzehnten seines Bestehens im überregionalen Fußball nicht in Erscheinung. Aufgrund der in Deutschland herrschenden Inflation musste der in wirtschaftliche Schwierigkeiten geratene Verein den Spielbetrieb zwischen 1925 und Anfang 1928 zeitweise ganz einstellen. Sportlicher Höhepunkt der Zeit bis zum Zweiten Weltkrieg war das Entscheidungsspiel der Germania um die Bezirksmeisterschaft 1931, in dem man vor der Rekordkulisse von 1300 Zuschauern dem FV Linkenheim unterlag.
Nach Kriegsende erfolgte in Friedrichstal unter dem Namen Sportfreunde Friedrichstal ein Zusammenschluss aller Vorkriegsvereine, am 1. Januar 1946 fand die Umgründungsversammlung des FC Germania statt. Dieser Name hatte aber nur kurze Zeit Bestand, 1951 trug sich der Verein im Vereinsregister unter dem alten Namen Fußballclub Germania Friedrichstal ein. Sportliche Erfolge waren in den ersten zwei Jahrzehnten der Nachkriegszeit rar, 1948 feierte man immerhin die Staffelmeisterschaft in der A-Klasse.
Ende der 1960er Jahre gelang erstmals der Aufstieg in die überregionalen Spielklassen. Unter dem bereits seit 1963 für den Verein tätigen Trainer Manfred Eglin wurde der FC Germania 1968 Staffelmeister der A-Klasse und stieg in die 2. Amateurliga auf. Bereits vier Jahre später, nunmehr unter Ludolf Hyll, da Eglin den Verein 1970 in Richtung Alemannia Eggenstein verlassen hatte, gelang der Sprung ins „Amateuroberhaus“, die 1. Amateurliga Nordbaden. Hier konnten sich die Germanen aber nur zwei Spielzeiten lang halten und stiegen 1974 wieder ab.
In den darauf folgenden Jahrzehnten hielten sich die Germanen zwar fast durchgängig im höherklassigen regionalen Fußball, meist in der Landes- und Bezirksliga, kamen aber nie über die Verbandsligaebene hinaus. In der Saison 2009/10 wurden die Germanen Vizemeister der Verbandsliga Nordbaden und qualifizierten sich damit für die Relegationsrunde zum Aufstieg in die Oberliga Baden-Württemberg. Nachdem sich Friedrichstal zunächst gegen den Zweiten der Verbandsliga Südbaden, den Offenburger FV durchgesetzt hatte, scheiterte man am Vizemeister der Verbandsliga Württemberg, dem VfB Neckarrems mit 0:2 (auswärts) und 1:2 (in Friedrichstal).
Zum Ende der Verbandsliga-Saison 2013/14 zog man als Drittplatzierter, da der Vizemeister verzichtete, in die Aufstiegsrunde ein. Dort konnte sich Friedrichstal gegen den SV Linx und den 1. Göppinger SV durchsetzen und stieg damit in die Oberliga Baden-Württemberg auf. Dort konnten sich die Germanen zwei Jahre halten und stiegen in der Spielzeit 2016/17 in die Verbandsliga Nordbaden ab. Der direkte Wiederaufstieg in die Oberliga gelang im folgenden Jahr, 2019 stieg die Germania aber erneut ab.
Zum FC Germania Friedrichstal gehört seit 1972 auch eine Tennisabteilung.
Saisonergebnisse der 1. Herrenmannschaft:
| Liga und Saison | Platz     | Sp. | G  | U  | V  | Punkte | Tore  | Tordifferenz |
| --- | --------- | --- | -- | -- | -- | ------ | ----- | ------------ |
| … |           |     |    |    |    |        |       |              |
| Landesliga Mittelbaden 2005/06 |           |     |    |    |    |        |       |              |
| Verbandsliga Baden 2006/07 | 10 von 17 | 32  | 11 | 8  | 13 | 41     | 53:47 | +6           |
| Verbandsliga Baden 2007/08 | 13 von 17 | 32  | 9  | 8  | 15 | 35     | 43:54 | −11          |
| Verbandsliga Baden 2008/09 | 7 von 16  | 30  | 12 | 6  | 12 | 42     | 50:60 | −10          |
| Verbandsliga Baden 2009/10 | 2 von 15  | 28  | 15 | 10 | 3  | 55     | 44:13 | +31          |
| Verbandsliga Baden 2010/11 | 4 von 15  | 28  | 14 | 7  | 7  | 49     | 47:31 | +16          |
| Verbandsliga Baden 2011/12 | 8 von 16  | 30  | 12 | 5  | 13 | 41     | 45:54 | −9           |
| Verbandsliga Baden 2012/13 | 7 von 15  | 28  | 11 | 6  | 11 | 39     | 43:41 | +2           |
| Verbandsliga Baden 2013/14 | 3 von 15  | 28  | 16 | 6  | 6  | 54     | 56:33 | +23          |
| Oberliga Baden-Württemberg 2014/15 | 12 von 18 | 34  | 10 | 9  | 15 | 39     | 53:57 | −4           |
| Oberliga Baden-Württemberg 2015/16 | 17 von 18 | 34  | 5  | 8  | 21 | 23     | 29:92 | −62          |
| Verbandsliga Baden 2016/17 | 5 von 16  | 30  | 14 | 6  | 10 | 48     | 64:35 | +29          |
| Verbandsliga Baden 2017/18 | 1 von 16  | 30  | 23 | 2  | 5  | 71     | 79:36 | +43          |
| Oberliga Baden-Württemberg 2018/19 | 16 von 18 | 34  | 6  | 5  | 23 | 23     | 39:88 | −49          |
| Verbandsliga Baden 2019/20* | 11 von 18 | 21  | 7  | 4  | 10 | 25     | 19:34 | −15          |
| Verbandsliga Baden 2020/21* | 16 von 16 | 8   | 0  | 1  | 7  | 1      | 6:22  | −16          |
| Verbandsliga Baden 2021/22 | 12 von 16 | 30  | 8  | 9  | 13 | 33     | 49:76 | −27          |
| Verbandsliga Baden 2022/23 | 12 von 17 | 32  | 10 | 4  | 18 | 34     | 55:84 | −29          |
| Verbandsliga Baden 2023/24 | 14 von 16 | 30  | 7  | 4  | 19 | 25     | 35:75 | −40          |
| Landesliga Mittelbaden 2024/25 | 15 von 18 | 32  | 10 | 6  | 16 | 36     | 44:50 | −6           |
| Kreisliga Karlsruhe 2025/26 |           |     |    |    |    |        |       |              |
| Grün unterlegt: Aufstieg am Saisonende Rot unterlegt: Abstieg am Saisonende *In den Saisons 19/20 und 20/21 fand aufgrund der COVID-19-Pandemie kein vollständiger Spielbetrieb statt. |           |     |    |    |    |        |       |              |

## Spielstätte

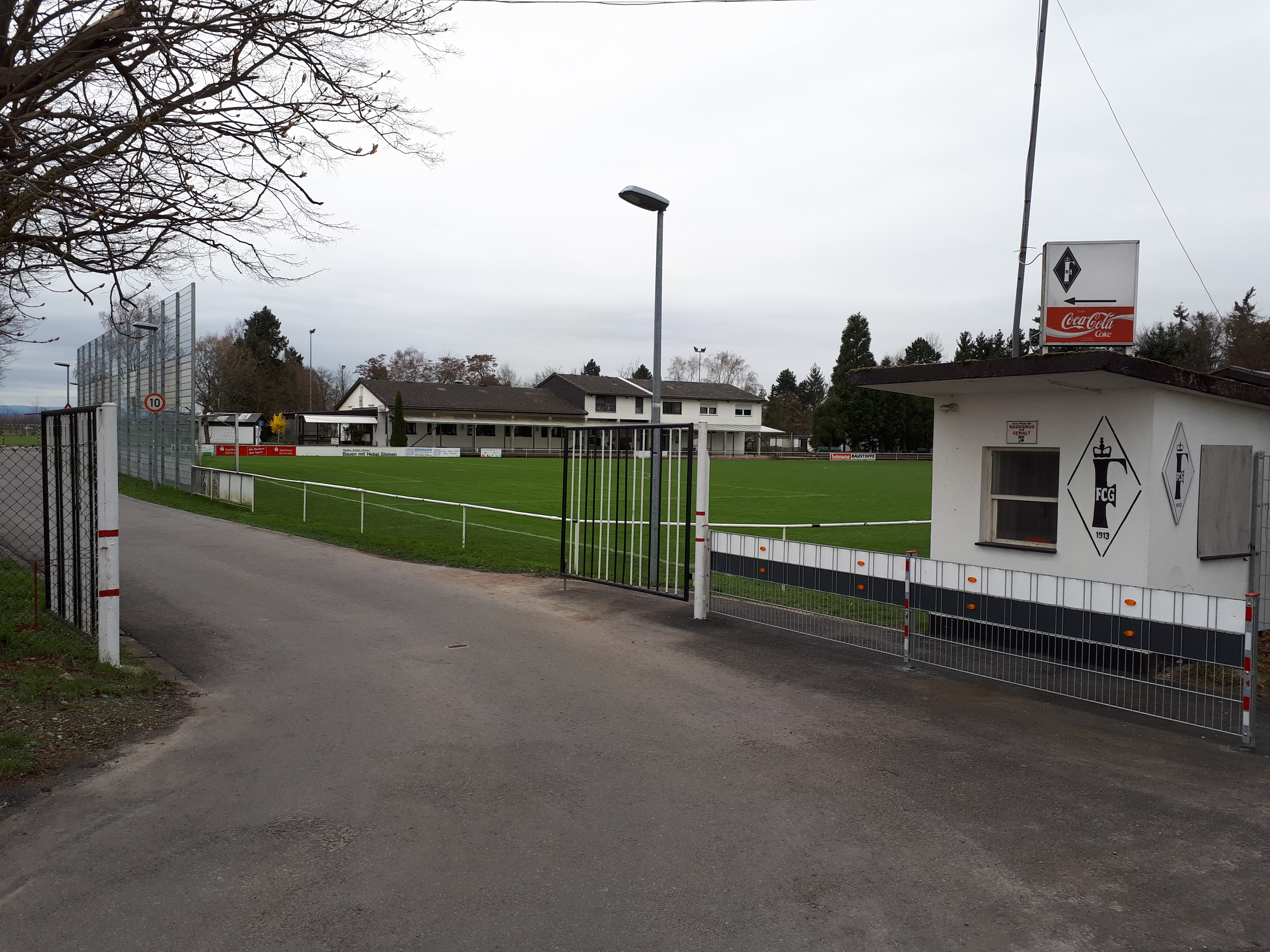
Das Stutensee-Stadion, die Spielstätte des FCG

Der FC Germania Friedrichstal trägt seine Heimspiele bereits seit 1920 auf dem heutigen Vereinsgelände südlich der Ortschaft an der Straße zwischen Leopoldshafen und Staffort aus. Im Jahr 1932 wurde am Sportplatz ein Vereinsheim errichtet und zu Pfingsten 1933 feierlich eingeweiht. Das Clubhaus wurde 1948 zunächst umgebaut und 1955 nochmals erweitert. 1965 wurde auf dem Gelände ein zweiter Fußballplatz und nach Gründung der Tennisabteilung im Jahr 1972 auch Tennisplätze angelegt. Ein drittes Fußballspielfeld folgte 1998. Das alte Clubhaus wurde 1977 abgerissen und durch einen Neubau ersetzt, der 1978 eingeweiht wurde.

## Ehemalige Spieler
- Jens Nowotny spielte von 1985 bis 1991 in der Jugend des FCG, danach wechselte er zum Karlsruher SC, später wurde er als Spieler von Bayer 04 Leverkusen 48-facher Nationalspieler.
- Pascal Borel wechselte noch in der Jugend zum SV Waldhof Mannheim, spielte als Profi unter anderem für Werder Bremen und schließlich in Ungarn.
- Daniel Bernhardt war in der Jugend des FCG aktiv, spielt seit 2009 beim Zweitligisten VfR Aalen.
- Jannik Dehm spielte in der Jugend des FCG, wechselte dann zum Karlsruher SC.
- Timo di Giorgio, deutscher Futsalnationalspieler